# Moshe Lion
Moshe Lion (Florentin, 6 ottobre 1961) è un manager e politico israeliano, sindaco di Gerusalemme.

## Biografia

### Formazione e studi
Moshe Lion è nato a Florentin e ha frequentato la Zeitlin High Scuola. La famiglia di suo padre proviene da Salonicco, mentre sua madre ha radici ad Aden. Da bambino si trasferì con la famiglia a Givatayim. Lion prestò servizio di leva nelle Forze di difesa israeliane, dove fu assegnato alla cappellania militare e ha cantato con il coro rabbinico delle forze armate. Occasionalmente dirige ancora i servizi della sinagoga. Lion si è laureato in economia e commercio presso l'Università Bar-Ilan e svolse il tirocinio presso l'ufficio di Avigdor Yitzhaki, ha conseguito il diploma di contabilità e nel 1990. Suo fratello, il  Nissim Lion, è docente presso il Dipartimento di Sociologia e Antropologia dell'Università Bar-Ilan.

### Carriera professionale
Nel 1991, Lion ha fondato Yitzhaki & Co., insieme ad Avigdor Yitzhaki e altri due soci. Tra i suoi clienti c'era il Likud. È andato in pensione nel 2017.
Nel luglio 2014 è stato nominato presidente del consiglio di amministrazione del Centro medico Mayanei Hayeshua a Bnei Brak.
Nel 1996, Lion è stato nominato amministratore delegato dell'Ufficio del Primo Ministro di Benjamin Netanyahu, diventando anche il suo consigliere economico, ricoprendo tali ruoli fino al 1999.
Dal 2003 al 2006 è stato nominato presidente delle Ferrovie israeliane dopo aver precedentemente lavorato con l'Autorità portuale e ferroviaria. Lion ha terminato il suo mandato nel 2006, dopo che il suo mandato non è stato prorogato.
Nel 2008 è stato nominato presidente dell'Autorità per lo sviluppo di Gerusalemme. Sotto il suo mandato fu completato il complesso ferroviario della Prima Stazione di Gerusalemme.

### Politica
Lion è stato scelto per aiutare a negoziare la formazione di una coalizione di governo in seguito alle elezioni israeliane del 2013, a seguito delle quali il Likud e i partiti Yisrael Beitenu si unirono.
Nel 2013, Lion si è candidato come sindaco di Gerusalemme, ricevendo il 45% dei voti, ma perso contro il sindaco in carica Nir Barkat. Il partito Likud sotto la sua leadership ricevette un mandato e per suo conto divenne membro del Consiglio comunale di Gerusalemme.
Nell'agosto del 2015, Lion si è unito alla coalizione municipale e alla fazione del sindaco Nir Barkat. Nell'ambito dell'accordo di coalizione firmato tra i due, iniziò a ricoprire la carica di membro dell'amministrazione comunale e di titolare del portafoglio di gestione della comunità.
Il 25 marzo 2018, Lion ha annunciato la sua intenzione di candidarsi come sindaco di Gerusalemme alle elezioni previste per il 30 ottobre 2018. Durante la campagna, Lion ha dichiarato di opporsi al piano del governo Netanyahu, proposto dal ministro degli Affari di Gerusalemme e sfidante della campagna Ze'ev Elkin, per erigere una barriera che divida Gerusalemme Est dal resto della città.
Nonostante il suo ampio sostegno politico, Haredi, una coalizione di Chassidici e i leader estremisti della Fazione di Gerusalemme hanno rifiutato di sostenere Lion, citando i suoi stretti legami con un funzionario governativo Avigdor Lieberman. Lieberman ha avanzato una legislazione per arruolare gli Haredim nell'esercito, rendendo Lion più propenso a "secolarizzare" l'esercito.
Nelle elezioni generali con sei candidati tenutesi il 30 ottobre 2018, Lion ha ottenuto il 33% dei voti, mentre il collega consigliere comunale di Gerusalemme era in discesa. Sefarditi diventando così il primo sindaco di Gerusalemme il 13 novembre, Lion ha vinto il ballottaggio con il 50,85% dei voti, contro Berkovitch& #39;s 49,15%, perché secondo le leggi elettorali, i candidati nelle corse municipali devono guadagnare almeno il 40% dei voti per vincere. Questo ha guadagnato di loro un posto nel ballottaggio previsto due settimane dopo e ha concluso al secondo posto con il 29% dei voti.

### Vita privata
Vive a Gerusalemme, è sposato e ha 4 figli.